# An dro

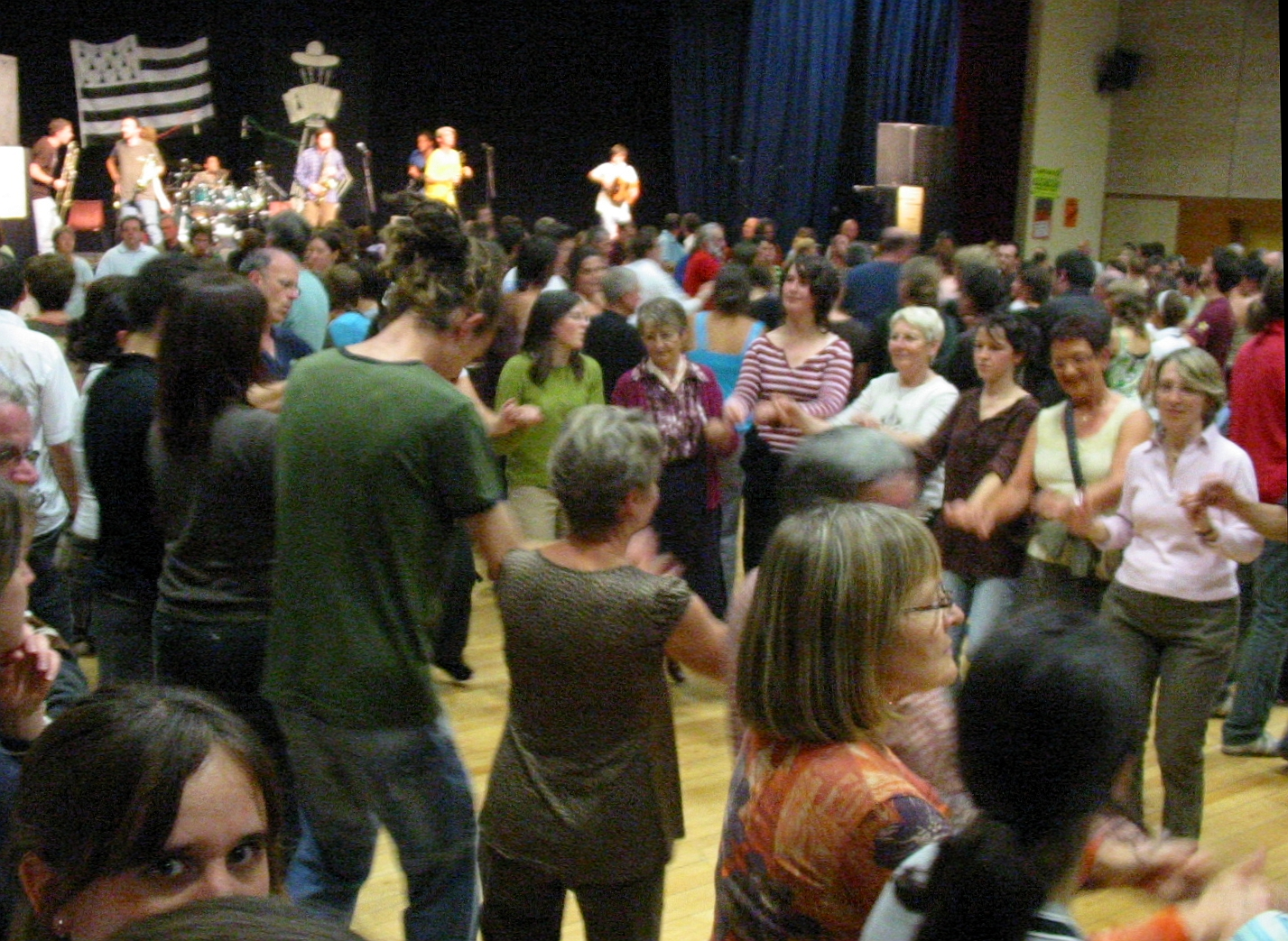
Människor som dansar an dro.

An dro (bretonska: Svängen) är en bretonsk folkdans, ursprungligen från området runt Vannes. Den går i stora drag ut på att dansarna står i ring med lillfingrarna sammankopplade, och sedan rör sig åt vänster medan man svingar armarna fram och tillbaka.